# Gabriela Betschart
Gabriela Betschart (* 1981 in Winterthur) ist eine Schweizer Kamerafrau und Filmregisseurin.

## Beruflicher Werdegang
Gabriela Betschart absolvierte ursprünglich die Schule für Gestaltung St. Gallen (Abschluss: Diplom Grafik, 2001), bevor sie sich dem Film zuwandte: sie studierte im Bachelor Video an der Hochschule Luzern – Design & Kunst, wovon sie ein Austauschsemester an der HFF Potsdam und München verbrachte. Den Bachelor schloss sie 2008 mit dem Kurzfilm Bipolar. An Interview with Richard ab, einem experimentellen Kurzdokumentarfilm, der an zahlreichen Festivals gezeigt wurde. 2012 schloss sie den Master Film mit Fokus Kamera an der Zürcher Hochschule der Künste ab. Mit ihrer Kameraarbeit in den zwei langen Dokumentarfilmen Ma Na Sapna von Valerie Blankenbyl sowie Neuland von Anna Thommen erregte sie grosse Aufmerksamkeit.
Sie ist Mitglied der Deutschen Filmakademie, des Schweizer FilmtechnikerInnenverbandes SSVF sowie dem Verband Schweizer Kameraleute s.c.s. Nebst ihrer Arbeit als Kamerafrau realisiert sie Auftragsfilme und Grafikarbeiten, und unterrichtet an der Zürcher Hochschule der Künste. Sie lebt in Zürich.

## Filmografie
- 2008: BIPOLAR. An Interview With Richard  (auch Regie)
- 2009: Nid hei cho
- 2010: Lilla csalàdja – Lilla's Familie
- 2012: Girl And Boy On The Rocks!
- 2013: Ein Stück Wahnsinn (ebenfalls Regie, in Co-Regie mit Anna Thommen)
- 2013: Neuland
- 2013: Ma Na Sapna
- 2015: 4661m2 – Der Eindruck von Freiheit
- 2018: #FEMALE PLEASURE
- 2020: Tzigane – ou la renaissance de la pantomime
- 2020: Zwischenwelten
- 2021: Heldinnen des Alltags

## Ehrungen und Auszeichnungen
Nid hei cho, ein dokumentarischer Kurzfilm von Thaïs Odermatt, für dessen Kameraarbeit Gabriela Betschart verantwortlich war, wurde 2010 für den Schweizer Filmpreis nominiert. Neuland erhielt den Publikumspreis der Solothurner Filmtage sowie eine Nomination für den Schweizer Filmpreis als bester Dokumentarfilm; für ihre Arbeit an Neuland wurde Betschart mit dem deutschen Nachwuchspreis First Steps ausgezeichnet. Female Pleasure, der Kinodokumentarfilm von Barbara Miller, bei dem Betschart als Kamerafrau beteiligt war, wurde am Filmfestival Locarno uraufgeführt und an Festivals wie Toronto, IDFA und DOK Leipzig gezeigt sowie mit drei Schweizer Filmpreisen ausgezeichnet; der Film verbuchte in der Schweiz allein über 70'000 Kinoeintritte, was ihn zu einem der erfolgreichsten Schweizer Dokumentarfilme macht.